# 宇文莫槐
宇文莫槐（？—293年），西晉時期中國北方宇文部鮮卑首領，《魏書》稱他是匈奴人，「出於遼東塞外，其先南單于遠屬也，世為東部大人。其語與鮮卑頗異。」不過，一般認為，宇文部應該是東漢時北匈奴瓦解後的餘眾與鮮卑族長期雜處而被同化的後裔。
宇文部鮮卑傳至莫槐時，因他苛待治下的人民，在293年被族人所殺，另立其弟宇文普撥為首領。